# Prison de Lisieux
La prison de Lisieux est une ancienne maison d'arrêt française, située à Lisieux, dans le Calvados en Normandie.

## Historique
Au début du XIXe siècle, l'aile du palais épiscopal de Lisieux, située à l'angle de la rue Condorcet et de la place Thiers (renommée en 1995 place François-Mitterrand), est transformée en prison,.

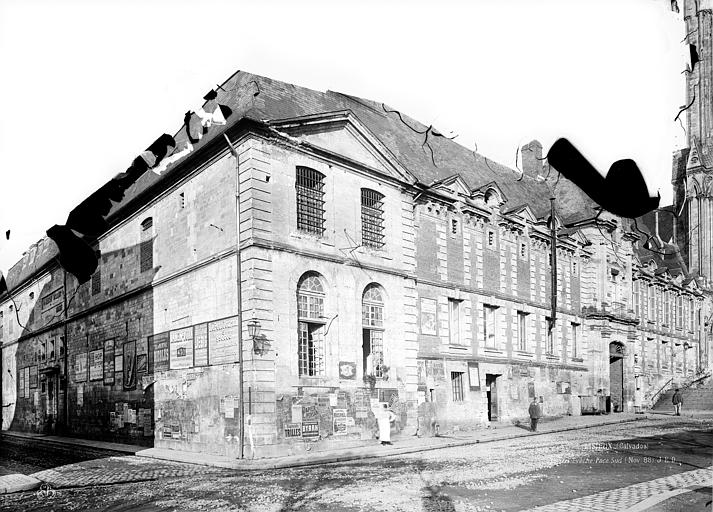
Ancienne prison, vue de la place Thiers.
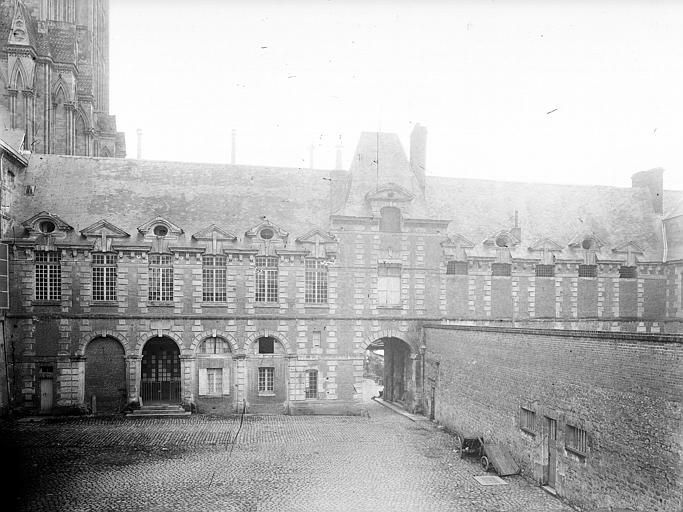
Ancienne prison (à droite), vue de la cour Matignon.

En 1906, la nouvelle prison est construite au 9 bis[réf. nécessaire] boulevard Nicolas Oresme, non loin de la caserne Delaunay,. Elle remplace l'ancienne située en centre-ville, transformée bureau de poste principal en 1912.
Le 5 juillet 1976, trois détenus prennent quatre gardiens en otage, dont l'un est grièvement blessé au ventre,.
En 1980, le garde des Sceaux décide de transformer la prison de Lisieux en quartier de haute sécurité (QSR). Les travaux durent deux ans. Une ligne électrifiée moyenne tension, des miradors, des radars, des circuits intérieurs de télévision pour la surveillance des détenus, et un sas sont installés, pour un coût de huit millions de francs.
En 1982, le nouveau gouvernement décide de supprimer les QSR, alors que les travaux ne sont pas terminés. La prison redevient maison d'arrêt. Elle compte quarante-sept cellules de deux places pour vingt-trois surveillants.
Le 27 mars 1988, après la promenade, une quinzaine de prisonniers refusent de regagner leurs cellules et déclenchent une mutinerie.
En juin 1990, la maison d'arrêt, jugée vétuste et trop petite, ferme. Les 70 détenus sont transférés à la maison d'arrêt de Caen.
En 1994, le bâtiment est rasé. Des immeubles d'habitation ont depuis été construits à son emplacement.

## Détenus notables
Dans les années 70, Charlie Bauer, Roger Knobelspiess et Jean-Charles Willoquet y sont détenus,.